# Nathaniel James Jackson
Pour les articles homonymes, voir Jackson.
Nathaniel James Jackson (28 juillet 1818 à Newburyport dans le comté d'Essex, État du Massachusetts et décédé le 21 avril 1892 à Jamestown dans le comté de Chautauqua, État de New York) fut un major-général de l'Union.
Il est enterré à Jamestown, État de New York.

## Avant la guerre
Nathaniel J. Jackson naît dans la ville côtière de Newburyport située dans le comté d'Essex, au Massachusetts. Lorsqu’il est jeune, il apprend le « métier de machiniste » et en 1861, il est surintendant de l'usine Hill à Lewiston, dans le Maine. Jackson est aussi actif au sein de la milice de l'État du  Maine, et commandera certains de ces miliciens au début de la guerre de Sécession lors de ses deux premiers commandements.

## Guerre de Sécession
Nathaniel James Jackson est nommé colonel du 1st Maine Militia Regiment le 3 mai 1861. Lors de la première bataille de Bull Run son régiment est mis en réserve et ne participe pas aux combats.
Le 3 septembre 1861, il est nommé colonel du 5th Maine Volunteer Infantry pendant la campagne de la Péninsule. Il est blessé lors de la bataille de Gaines Mill. Il est promu brigadier général des volontaires le 24 septembre 1862 après sa participation aux batailles de South Mountain et d'Antietam,.
Il remplace le général Mower et commande une division pendant la marche de Sherman vers la mer et la campagne des Carolines.
Il est breveté major général des volontaires le 13 mars 1865 pour bravoure et service méritant à la bataille de Gaines Mill.

## Après la guerre
Nathaniel James Jackson quitte le service actif des volontaires le 24 août 1865.